# Superpollo
Superpollo (Super Chicken) è una serie televisiva a cartoni animati classica prodotta da Jay Ward e Bill Scott. È il segmento di George della giungla.

## Personaggi
- Superpollo
- Fred

## Episodi
1. One Of Our States Is Missing
2. Super Chicken VS.The Zipper
3. Robin Hood
4. The Oyster
5. The Elephant Spreader
6. Merlin Brando
7. Wild Ralph Hiccup
8. The Geezer
9. Salvador Rag Dolly
10. The Easter Bunny
11. The Noodle
12. Fat Man
13. Briggs Bad Wolf
14. The Laundry Man
15. The Muscle
16. Dr. Gizmo
17. The Wild Hair